# 阿列克谢·基里琴科
阿列克谢·伊拉里奥诺维奇·基里琴科（1908年2月12日（25日）—1975年12月28日），苏联烏克蘭裔政治人物，曾任乌克兰共产党中央第一书记，是赫鲁晓夫执政时期的得力助手，并被视为赫鲁晓夫的接班人。

## 生平
- 1908年2月12日（格里历：2月25日）出生于沙俄赫尔松省赫尔松地区切尔诺贝耶夫卡村的一个工人家庭。父亲是一名铁路工人，在一战中去世。由母亲抚养长大。
- 1927年毕业于赫尔松职业学校机械工程系。1927年-1928年，在赫尔松，哈萨克科斯塔奈等地担任农机师。
- 1929年，赫尔松州Krasny Perekop农场经理。1930年加入联共（布）。
- 1931年8月-1936年，亚速海-黑海社会主义机械工程师学院学习。
- 1936年-1938年3月，哈尔科夫州Akhtyrka农业机械学院教师，教学主任。
- 1938年3月-1941年5月，乌共（布）中央委员会指导员，人事部门负责人，工业部部长。
- 1941年5月-1942年12月，西南阵线（斯大林格勒）军事委员会委员。
- 1943年-1944年，南方阵线军事委员会委员，乌克兰第四方面军军事委员会委员，军需官。少将军衔。
- 1944年1月-1945年7月，乌共（布）中央委员会书记。
- 1945年7月-1950年1月，乌共（布）敖德萨州委第一书记。
- 1949年12月-1953年6月，乌共（布）中央第二书记。
- 1953年6月-1957年12月，乌共中央第一书记。
- 1957年12月-1960年5月，苏共中央书记处书记。
- 1960年1月-6月，苏共罗斯托夫州委第一书记。
- 1960年6月-1962年3月，奔萨州柴油厂厂长。
- 1962年3月起退休。享受联邦养老金待遇。
- 1975年12月28日于莫斯科逝世，享年68岁。葬于新圣女公墓。

基里琴科是苏共19-21大代表，第19-20届中央委员，第19届中央主席团候补委员，中央主席团委员，第20-21届中央主席团委员。第2-5届苏联最高苏维埃联盟院代表，第5届俄罗斯苏维埃联邦社会主义共和国最高苏维埃代表。

## 荣誉
- 四次列宁勋章
- 两次红旗勋章（1943年9月17日[2]）
- 二级库图佐夫勋章（1944年3月19日[3]）
- 纪念列宁诞辰一百周年奖章
- 保卫斯大林格勒奖章
- 1941-1945年伟大卫国战争战胜德国奖章
- 1941-1945年伟大卫国战争中忘我劳动奖章
- 1941-1945年伟大卫国战争胜利二十周年奖章
- 1941-1945年伟大卫国战争胜利三十周年奖章
- 退休劳动者奖章

## 備註
1. ↑  俄語羅馬化：Aleksey Illarionovich Kirichenko
2. ↑  烏克蘭語羅馬化：Oleksii Ilarionovych Kyrychenko